# الشيوخ فوقاني
الشيوخ  مركز ناحية تتبع لمنطقة عين العرب في محافظة حلب السورية. تقع على بعد ثلاثين كيلو متر غرب مركز مدينة عين العرب تبعد عن الحدود التركية 3 كم وتقع على الضفة الشرقية لنهر الفرات الذي تتغلل فروعه فيها.
يسكن المنطقة العرب من قبيلة طيء . يشتغل أهلها بالزراعة وصيد السمك وتشتهر خصوصا بزراعة القمح والشعير كما تعتمد على اموال المغتربين من أهل القرية الذين ينتشرون بكل انحاء العالم. ناحية الشيوخ منطقة أثرية وفيها بعثة فرنسية سورية إيطالية وتم اكتشاف العديد من الأثار القديمة وفيها أقدم كنيسة عرفتها المنطقة المعروفة بكنيسة دير قنشري. حررتها وحدات الحماية الشعبية الكردية بعد ان كانت محتلة من تنظيم الدولة الإسلامية (داعش) سنة 2015 بعد معركة كوباني الشهيرة.
تتميز بدوار أبو حشاش والجسر الحربي الذي يعود تاريخ انشاؤه إلى حقبة الاحتلال الفرنسي والجسر الجديد والمناظر الخلابة على نهر الفرات .